# Slice of life
Slice of life, okruchy życia (fr. tranche de vie) – przedstawienie przyziemnych doświadczeń w sztuce i rozrywce. W teatrze termin ten odnosi się do naturalizmu, natomiast w języku literackim jest to technika narracyjna, w której ukazany jest pozornie przypadkowy ciąg wydarzeń z życia postaci, często pozbawiony rozwoju fabuły, konfliktów i ekspozycji, a także często mający otwarte zakończenie.

## Film i teatr
W języku teatralnym termin slice of life odnosi się do naturalistycznej reprezentacji prawdziwego życia. Powstał on w latach 1890–1895 jako kalka z francuskiego wyrażenia tranche de vie, przypisywanego francuskiemu dramaturgowi Jeanowi Jullienowi (1854–1919).

Jullien wprowadził ten termin niedługo po wystawieniu swojej sztuki Serenada, jak zauważył Wayne S. Turney w swoim eseju „Uwagi na temat naturalizmu w teatrze”:
Serenada została zaprezentowana przez Théâtre Libre w 1887 roku. Jest ona doskonałym przykładem rosserie, czyli sztuk traktujących o skorumpowanych, moralnie upadłych bohaterach, którzy wydają się być godnymi szacunku, „uśmiechniętymi, przeklętymi złoczyńcami…”. Jullien dał nam słynny apoftegmat definiujący naturalizm w swoim The Living Theatre (1892): „Przedstawienie to skrawek życia wystawiony na scenie za pomocą sztuki”. Dalej mówi, że „...naszym celem nie jest wywołanie śmiechu, ale myśli”. Uważał, że opowieść nie kończy się wraz z kurtyną, która jest „jedynie arbitralnym przerwaniem akcji, które pozostawia widzowi swobodę spekulacji na temat tego, co będzie dalej...”.
W latach 50. XX wieku fraza ta była powszechnie używana w krytycznych recenzjach dramatów telewizyjnych, zwłaszcza sztuk telewizyjnych JP Millera, Paddy’ego Chayefsky’ego i Reginalda Rose'a. W tym czasie bywała używana synonimicznie z pejoratywnym terminem kitchen-sink drama, przyjętym z brytyjskich filmów i teatru.

## Literatura
W języku literackim termin slice of life odnosi się do sposobu opowiadania, przedstawiającego pozornie przypadkowy wycinek z życia danej postaci. Często brakuje w nim spójnego sjużetu, konfliktu lub zakończenia. Historia może mieć niewielki postęp w fabule i często nie posiadać ekspozycji, konfliktu lub dénouement. Ma też zazwyczaj otwarte zakończenie. Przykładem tego typu powieści jest utwór, który skupia się na drobiazgowym i wiernym odtworzeniu jakiegoś fragmentu rzeczywistości, bez selekcji, organizacji czy osądu, a każdy najmniejszy szczegół jest przedstawiony z naukową wiernością. Widać to w przypadku powieści Historia pewnego życia Guya de Maupassanta, opowiadającą historię kobiety, która przeniosła nieodwzajemnioną miłość do męża na patologiczne przywiązanie do syna.
W Stanach Zjednoczonych historie te zostały szczególnie wyeksponowane przez szkołę chicagowską pod koniec XIX wieku, czyli w okresie, gdy powieść i nauki społeczne stały się różnymi systemami dyskursu. Powstały w ten sposób teksty literackie pisane przez badaczy-autorów w celu przedstawienia historii podmiotu i pozbawionego sentymentów realizmu społecznego przy użyciu języka zwykłych ludzi. Stanowił on część późnego XIX- i wczesnego XX-wiecznego naturalizmu w literaturze, który został zainspirowany adaptacją zasad i metod nauk społecznych, takich jak darwinowski pogląd na naturę. Ruch ten był przedłużeniem realizmu, prezentując wierne przedstawienie rzeczywistości bez moralnego osądu. Niektórzy autorzy, zwłaszcza dramatopisarze, wykorzystywali ją, skupiając się na „zgniliźnie życia”, aby obnażyć problemy społeczne i represyjne kodeksy społeczne, jak również zaszokować publiczność, by ta zaczęła wzywać do reform społecznych.

## Anime i manga
Anime i manga z gatunku slice of life to narracje „pozbawione aspektów fantastycznych, które [rozgrywają się] w rozpoznawalnej, codziennej scenerii, takiej jak podmiejska szkoła średnia, i [skupiają się] na relacjach międzyludzkich, często mających charakter romantyczny”. Gatunek ten sprzyja „tworzeniu emocjonalnych więzi z bohaterami”. Popularność anime tego typu zaczęła rosnąć w połowie lat 80. Masayuki Nishida pisze, że anime i manga z gatunku slice of life nadal mogą zawierać elementy fantastyki lub świata fantastycznego: „Fantastyka jest czasami używana jako środek do wyrażenia »realiów« istot ludzkich w pewnych możliwych warunkach”.
Robin E. Brenner w książce Understanding Manga and Anime z 2007 roku twierdzi, że slice of life w anime i mandze jest gatunkiem bardziej zbliżonym do melodramatu niż dramatu, graniczącym z absurdem z powodu dużej ilości dramatycznych i komediowych wydarzeń w bardzo krótkich odstępach czasu. Autor porównuje go do seriali młodzieżowych, takich jak Jezioro marzeń czy Życie na fali. Gatunek ten rości sobie prawo do dużej części japońskiego rynku mangi i zazwyczaj skupia się na szkole i relacjach międzyludzkich. Nietypowa narracja slice of life jest charakterystyczna dla serii light novel Majutsushi Orphen, w której autor przedstawia realistyczne ludzkie reakcje na zjawiska nadprzyrodzone.
Jednym z podgatunków slice of life w anime i mandze jest kūki-kei (typ nastrojowy) lub nichijō-kei (typ codzienny). W tym gatunku „opisy głębokich relacji osobistych lub pełnoprawnych romantycznych związków są celowo eliminowane z opowieści, aby opowiedzieć lekką, niepoważną historię, która skupia się na codziennym życiu i rozmowach bohaterek bishōjo (młoda, ładna dziewczyna)”. Polega to na „specyfice miejsca”, a także „spokojnym, chwytającym za serce poczuciu codziennego życia”. Gatunek nichijō-kei wyłonił się z mang w formacie yonkoma i obejmuje serie takie jak Azumanga Daioh, K-On! i Hidamari Sketch. Takayoshi Yamamura twierdzi, że wzrost popularności tego podgatunku w połowie pierwszego dziesięciolecia XXI w. umożliwiła rosnąca popularność turystyki medialnej do miejsc przedstawionych w anime.
Stevie Suan pisze, że serie takie jak Azumanga Daioh, często zawierają przerysowane wersje „skonwencjonalizowanych środków wyrazu”, między innymi „białe obwódki oczu w czasie kłopotów, duże błyszczące oczy, aby przedstawić przytłoczenie przez emocje, krople potu, zwierzęce zęby i uproszczone przedstawienie ludzi”.